# 宿禰
宿禰（スクネ、足尼、足禰、少名、宿儺）は、古代日本における称号の一つ。大和朝廷初期（3世紀 - 5世紀ごろ）では武人や行政官を表す称号として用いられていた。主に物部氏、多々良氏、蘇我氏などの先祖に宿禰の称号が与えられた。著名な人物で宿禰が冠されている人物としては野見宿禰、武内宿禰、允恭天皇がいる。8世紀には八色の姓で制定された、姓（カバネ）の一つとなった。真人（まひと）、朝臣（あそん）についで3番目に位置する。大伴氏、佐伯氏など主に連（むらじ）姓を持った神別氏族に与えられた。もっとも古い用例は埼玉県行田市稲荷山古墳出土の鉄剣銘に〈多加利足尼〉とみえる。宿禰（足尼）は少兄（スクナエ）の約で、高句麗の官名の小兄に由来するという説がある。

## 用法
スクネには古く足尼や足禰の漢字を用いた。古い伝承を伝える国造本記には20を超える国の首長としてスクネを称号あるいは官名とする人名あるいは氏族名が見られる。甲斐国造に塩海足尼、穂国造に菟上足尼 、淡道国造に矢口足尼などである。5世紀以前には主として畿内地方の豪族が用いていたが、姓となったのは天武13年（684年）である。